# Greda (gmina Šipovo)
Greda (cyr. Греда) – wieś w Bośni i Hercegowinie, w Republice Serbskiej, w gminie Šipovo. W 2013 roku liczyła 33 mieszkańców.